# Laurent Barbé
Laurent Barbé [bar’be] (død 1756) var en fransk skibskonstruktør.
Han blev 1740 indkaldt fra Frankrig af grev Frederik Danneskiold-Samsøe for at lede skibsbyggeriet på Holmen, efter at den ansete fabrikmester Knud Nielsen Benstrup ganske uretfærdigt var blevet afskediget, og ansat 6. maj. Han byggede i alt en halv snes ret gode orlogsskibe (linjeskibe) i tidsrummet 1740-47, men mødte dog hos en del indflydelsesrige søofficerer nogen modvilje og modstand, hvortil hans egensindighed vel har bidraget en del. Efter indstilling af Konstruktionskommissionen afskedigedes han pludselig 1747, fordi man havde opdaget forsømmelighed ved den af ham ledede ombygning af den svenske prise, orlogsskibet Sydermannland (erobret fra svenskerne af admiral Christian Carl Gabel 1715). Det viste sig dog bagefter, at Marinen vanskelig kunne undvære ham, og i en halv snes år derefter vedblev han, som en slags teknisk konsulent, at bistå skibsbyggeriet på Holmen.
Enken overlevede ham.